# Drew Stanton
(en) Statistiques sur pro-football-reference
Drew Emeric Stanton, né le 7 mai 1984 à Okemos, Michigan, est un américain, joueur professionnel de football américain évoluant au poste de quarterback dans la National Football League (NFL) entre 2007 et 2020. 
Sélectionné en 43e choix global lors du second tour de la draft 2007 de la NFL par les Lions de Détroit, il fait ses débuts contre les Jaguars de Jacksonville en remplacement de Daunte Culpepper. Pour sa première passe en carrière, il lance un touchdown d'un yard.